# إيليا النصيبين
إيليا أو إلياس النصيبين (بالسريانية: ܐܠܝܐ، 11 شباط 975 - 18 تموز 1046 م) كان رجل دين آشوري من كنيسة المشرق، خدم أسقفًا لبيت نوهدرا [الإنجليزية] (1002-1008) ورئيس أساقفة نصيبين [الإنجليزية] (1008-1046). وقد تم وصفه بأنه الكاتب المسيحي الأكثر أهمية في اللغة العربية، أو حتى في جميع أنحاء آسيا غير المسيحية خلال القرن الحادي عشر. اشتهر بكتابه "التسلسل الزمني" الذي يعد مصدرًا مهمًا لتاريخ بلاد فارس الساسانية.

## الإرث
بالإضافة إلى أهمية إيليا للتاريخ الفارسي ولحفاظه على مقتطفات من مؤلفات المؤلفين القدماء والعصور الوسطى المفقودة، فقد اشتهر في جميع أنحاء العالم الإسلامي بطريقته الدراسية وخبرته الواسعة في اللاهوت المسيحي والإسلامي، واللغة والأدب، والفلسفة، والطب، والرياضيات.

### الاستشهادات
1. 1 2  مذكور في: فهرس الكندي. مُعرِّف دايموند للأشخاص والهيئات: 27634. باسم: Élie de Nisibe.
2. ↑  مذكور في: IdRef. مُعرِّف النظام الجامعي للتوثيق (IdRef): 050144499. الوصول: 23 مايو 2020. الناشر: وكالة الفهرسة للتعليم العالي. لغة العمل أو لغة الاسم: الفرنسية.
3. ↑  مذكور في: Christian-Muslim Relations: A Bibliographical History.
4. ↑  مذكور في: استنادات المكتبة الوطنية الفرنسية. مُعرِّف المكتبة الوطنية الفرنسية (BnF): 13022758q. الوصول: 21 ديسمبر 2020. المُؤَلِّف: المكتبة الوطنية الفرنسية. لغة العمل أو لغة الاسم: الفرنسية.
5. ↑  مذكور في: دائرة المعارف الإسلامية الكبرى. لغة العمل أو لغة الاسم: الإنجليزية. المُؤَلِّف: مركز دائرة المعارف الإسلامية الكبرى.
6. ↑  مذكور في: الموسوعة الإيرانية. الناشر: جامعة كولومبيا. لغة العمل أو لغة الاسم: الإنجليزية. تاريخ النشر: 1982. الرَّقم التَّسلسليُّ المِعياريُّ الدَّوليُّ (ISSN): 2330-4804.
7. ↑  Debié & Taylor (2012).
8. ↑  "Proceedings of the Fifty-Seventh Anniversary Meeting of the Society"، The Journal of the Royal Asiatic Society of Great Britain and Ireland, New Ser., Vol. XII، London: Trübner & Co.، 1880، ص. xciv، مؤرشف من الأصل في 2023-11-18.
9. 1 2  Enc. Isl. (2014).
10. 1 2 3  CMR (2010).
11. ↑  Enc. Iran. 1998.
12. ↑  Mari & al.، Vol. II, pp. 57 & 99.

### فهرس
- Bertaina، David (2014)، "Elias of Nisibis"، Encyclopaedia Islamica, 3rd ed.، Leiden: Brill.
- Debié، Muriel؛ وآخرون (2012)، "Syriac and Syro-Arabic Historical Writing, c.500–c.1400"، The Oxford History of Historical Writing, Vol. II: 400–1400، Oxford: Oxford University Press، ص. 155–179، ISBN:9780199236428، مؤرشف من الأصل في 2025-03-06.
- Felix، Wolfgang (1998)، "Elījā bar Šīnājā"، Encyclopaedia Iranica, Vol. VIII, Fasc. 4، ص. 363–4، مؤرشف من الأصل في 2025-05-07.
- Griffith، Sidney H. (1996)، "The Muslim Philosopher Al-Kindi and His Christian Readers: Three Arab Christian Texts on 'The Dissipation of Sorrows'" (PDF)، Bulletin of the John Rylands Library, Vol. 78, No. 3، ص. 111–127.
- Griffith، Sidney H. (1999)، "The Monk in the Emir's Majlis: Reflections on a Popular Genre of Christian Literary Apologetics in Arabic in the Early Islamic Period"، The Majlis: Interreligious Encounters in Medieval Islam، Wiesbaden: Otto Harrassowitz، ص. 13–65، ISBN:9783447040419، مؤرشف من الأصل في 2023-11-18.
- Mari ibn Sulaiman (1896–1897)، عمرو بن متى؛ وآخرون (المحررون)، De Patriarchis Nestorianorum Commentaria, Vols. I & II، Rome: C. de Luigi. باللغة اللاتينية & باللغة العربية
- Monferrer-Sala، Juan Pedro (2010)، "Elias of Nisibis"، Christian–Muslim Relations, 600–1500، Leiden: Brill، ISBN:978-9004169760، مؤرشف من الأصل في 2023-11-18.
- Mosshammer، Alden A. (2008)، The Easter Computus and the Origins of the Christian Era، Oxford Early Christian Studies، Oxford: Oxford University Press، ISBN:9780191562365، مؤرشف من الأصل في 2023-04-09.
- E.W. Brooks، المحرر (1910). Opus Chronologicum by Elias, Bishop of Nisibis.